# 거창군수
거창군수는 경상남도 거창군의 군수이다.

## 민선(1995~)
| 대수 | 이름   | 임기                            | 비고                         |
| ---- | ------ | ------------------------------- | ---------------------------- |
| 34   | 정주환 | 1995년 7월 1일~1998년 6월 30일  |                              |
| 35   | 정주환 | 1998년 7월 1일~2002년 6월 30일  | 재선                         |
| 36   | 김태호 | 2002년 7월 1일~2004년 5월 19일  |                              |
| 37   | 강석진 | 2004년 11월 1일~2006년 6월 30일 | 2004년 재보궐선거 당선       |
| 38   | 강석진 | 2006년 7월 1일~2007년 12월 6일  | 재선                         |
| 39   | 양동인 | 2008년 6월 4일~2010년 6월 30일  | 2008년 재보궐선거 당선       |
| 40   | 이홍기 | 2010년 7월 1일~2014년 6월 30일  |                              |
| 41   | 이홍기 | 2014년 7월 1일~2015년 10월 29일 | 재선                         |
| 42   | 양동인 | 2016년 4월 13일~2018년 6월 30일 | 2016년 재보궐선거 당선, 재선 |
| 43   | 구인모 | 2018년 7월 1일~2022년 6월 30일  |                              |
| 44   | 구인모 | 2022년 7월 1일~                 | 재선                         |

## 같이 보기
- 거창군수 선거